# .dbf
Pour les articles homonymes, voir DBF.
.dbf (où dbf signifie dBase database file) est une extension de nom de fichier, initialement utilisée pour les fichiers d'une base de données DBase. Ce type de fichier a été introduit en 1983 avec dBASE II. La structure du fichier a évolué pour inclure de nombreuses fonctionnalités et capacités. Plusieurs types de fichiers supplémentaires ont été ajoutés pour faciliter le stockage et la manipulation des données. Le niveau actuel du fichier .dbf est appelé niveau 7. Le format .dbf est pris en charge par un certain nombre de produits de base de données.
Ce suffixe est aussi utilisé pour les extensions de fichiers Oracle Database.